# Cezary Szczepański
Cezary Jerzy Szczepański (ur. 1 marca 1957) – polski inżynier, doktor habilitowany nauk technicznych. Specjalizuje się w inżynierii lotniczej i symulatorach lotów. Profesor nadzwyczajny na Wydziale Mechaniczno-Energetycznym Politechniki Wrocławskiej.
Studia lotnicze (specjalność: awionika) ukończył na Wydziale Mechanicznym Energetyki i Lotnictwa Politechniki Warszawskiej w 1980, gdzie uzyskał także stopień doktorski w 1984 i został zatrudniony jako adiunkt (na PW pracował przez 19 lat, do 2003). Habilitował się w 2005 na Wydziale Budowy Maszyn i Lotnictwa Politechniki Rzeszowskiej na podstawie rozprawy Antropocentryczne systemy sterowania ruchem symulatorów. Od 2010 pracuje jako profesor nadzwyczajny w Katedrze Inżynierii Kriogenicznej, Lotniczej i Procesowej Wydziału Mechaniczno-Energetycznego Politechniki Wrocławskiej. Ponadto wykładał także jako profesor na Wojskowej Akademii Technicznej (2006-2008) oraz przez rok (2007-2008) pełnił funkcję szefa Przemysłowego Instytutu Telekomunikacji (przemianowany na PIT-RADWAR). Poza tym w latach 1991-2004 był prezesem ETC PZL Aerospace Industries Sp. z o.o., zaś w latach 2008-2011 pełnił funkcję wiceprezesa państwowej spółki zbrojeniowej Bumar. Pracował także dla Instytutu Technicznego Wojsk Lotniczych, Instytutu Lotnictwa oraz Narodowego Centrum Badań i Rozwoju.
Autor i współautor szeregu oryginalnych prac naukowych publikowanych w czasopismach krajowych i zagranicznych.